# Jacques Fromental Halévy
Jacques Fromental Halévy (Parijs, 27 mei 1799 - Nice, 17 maart 1862) was een Frans operacomponist.

## Biografie
Halévy was een leerling van Luigi Cherubini aan het Conservatoire national supérieur de musique van Parijs, en behaalde in 1819 de Prix de Rome. Zijn eerste werk dat werd opgevoerd was de opéra-comique L'artisan in 1827. In hetzelfde jaar werd hij benoemd tot leraar aan het conservatorium van Parijs. In 1836 werd hij gekozen tot lid van het Institut de France.
Jacques Halévy geldt vooral als een belangrijk vertegenwoordiger van de grand opéra. Zijn beroemdste opera in dat genre is La juive uit 1835 op een libretto van Eugène Scribe. In totaal schreef Halévy ongeveer veertig opera's. Andere successen waren L'éclair (1835), La reine de Chypre (1841) en Charles VI (1843).
Hoe geliefd ze in de negentiende eeuw ook waren, de opera's van Halévy hebben geen repertoire gehouden. Zij delen dat lot met andere werken in het genre, zoals die van Giacomo Meyerbeer. Evenwel werd in september 2009 door De Nederlandse Opera La Juive opnieuw uitgevoerd onder regie van Pierre Audi.

## Familie
Halévy was getrouwd met de beeldhouwer Léonie Rodrigues-Henriques, die een zuster was van de schrijfster Eugénie Foa.
- Bibsys: 90395795
- Biblioteca Nacional de España: XX1271841
- Bibliothèque nationale de France: cb12463116r (data)
- Catàleg d'autoritats de noms i títols de Catalunya: 981058518860006706
- CiNii: DA0508356X
- Gemeinsame Normdatei: 118832433
- International Standard Name Identifier: 0000 0001 2103 1963
- Library of Congress Control Number: n80032196
- Nationale Bibliotheek van Letland: 000185293
- Base Léonore: LH//1259/19
- MusicBrainz: 6ee2b4d1-febd-44c4-89d2-aeb38e9c8d59
- Bibliotheek van het Japanse parlement: 01072701
- Nationale Bibliotheek van Tsjechië: ola2002146832
- Nationale bibliotheek van Australië: 36042699
- Nationale Bibliotheek van Israël: 987007282700105171
- Nationale Bibliotheek van Polen: a0000001640546
- Nationale en Universitaire bibliotheek Zagreb: 000037376
- Nederlandse Thesaurus van Auteursnamen: 070072078
- Réseau des bibliothèques de Suisse occidentale: 02-A000078128
- LIBRIS: 214893
- SNAC: w6z07gtq
- Système universitaire de documentation: 033811474
- Trove: 1198712
- Virtual International Authority File: 95257808
- WorldCat: E39PBJpythHpwQXqmkc4Brkv73